# Martin Bloch

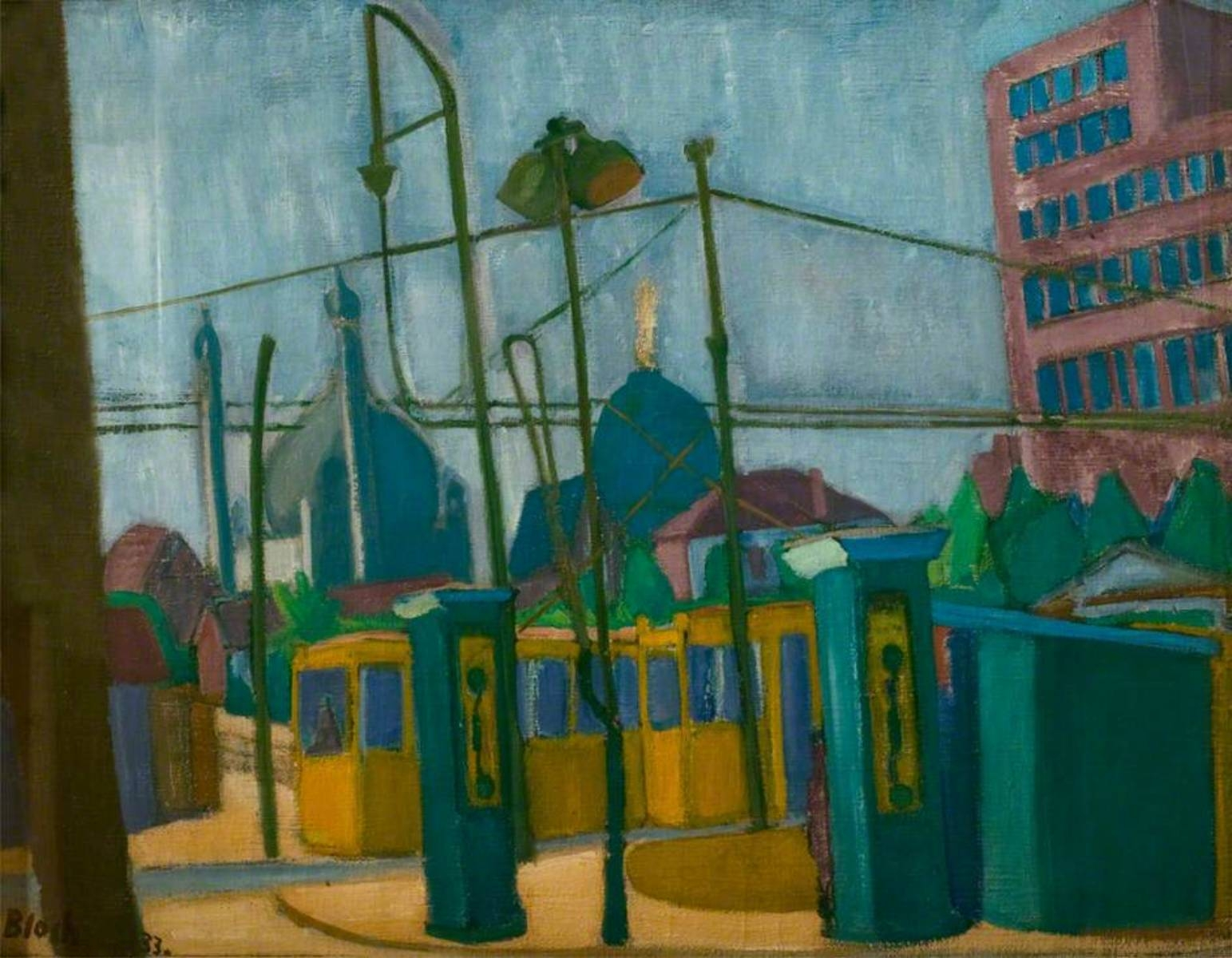
Martin Bloch: Fehrbellinerplatz, Berlin, 1933 (Leicester Museum & Art Gallery)

Martin Bloch (* 17. November 1883 in Neiße, Deutsches Reich; † 19. Juni 1954 in London) war ein vor den deutschen Nationalsozialisten nach England emigrierter jüdischer deutscher, dann britischer, Maler und Grafiker.

## Leben und Werk
Martin Blochs Vater Max Bloch betrieb in Neiße eine Fabrik für Gardinen und Tischtücher, die Blochs Bruder Fritz (* 1880) übernahm. Die Mutter Margarethe, geb. Mosse, kam aus der bürgerlichen jüdischen Familie um den Verleger Rudolf Mosse. Blochs Vater war Mitglied des Stadtrats von Neisse. Er starb 1932. Die Mutter kam im KZ Theresienstadt ums Leben. Der Bruder wurde Rechtsanwalt und emigrierte 1939 in die USA.
Die Eltern Blochs galten als „wohlvermögend“. Obwohl die Familie jüdisch war, ermöglichte sie Bloch und seinem Bruder den Besuch des katholischen Gymnasiums der Stadt. Bloch wollte Künstler werden, konnte sich aber den Erwartungen es Elternhauses auf eine solide bürgerliche Existenz nicht entziehen. Er studierte zunächst von 1902 bis 1905 in Berlin Architektur, wohl ohne Abschluss. Dann ging er nach München und studierte u. a. bei Heinrich Wölfflin und Theodor Lipps Kunstgeschichte und Ästhetik.
Ab 1907 lebte er wieder in Berlin. Er war in der Lage, sich ein Atelier zu mieten, und nahm 1907 bei Lovis Corinth und George Mosson Zeichenunterricht. Er unternahm dann Studienreisen durch Frankreich und Italien. 1911 hatte er in Berlin seine erste Ausstellung in der Galerie Paul Cassirer. Ab 1912 arbeitete er als freischaffender Maler in Paris und 1914 in Südfrankreich. Dabei begegnete er den französischen Avantgarde-Künstlern Sonia und Robert Delaunay und Marie Laurencin. 1914 ging er mit seinem Künstlerfreund Helmut Ruhemann nach Spanien. Der ursprünglich für eine Woche geplante Mal-Aufenthalt währte dann infolge des Ersten Weltkriegs bis 1919. Sie lebten in Córdoba, Sevilla, Málaga und Madrid. Dort erhielten sie die Erlaubnis, im Museo del Prado Alte Meister zu kopieren, wobei sie sich mit Restauratoren des Museums anfreundeten.
1920 ging Bloch nach Berlin zurück. Im selben Jahr heiratete er Ruhemanns Schwester, die früh verwitwete Journalistin und Theaterkritikerin Charlotte Dorothea Zavrel (1896–1979). 1922 wurde ihre Tochter Barbara geboren.
Bloch arbeitete in Berlin als freischaffender Maler und Grafiker. Von 1922 ist aus dem Berliner Newa-Verlag eine Ausgabe von Alexander Puschkins Der steinerne Gast. Dramatische Szenen mit sechs Original-Lithographien Blochs bekannt.
Bloch war Mitglied des Central-Vereins deutscher Staatsbürger jüdischen Glaubens. Ab 1919 war er Mitglied der Freien Secession. Er gehört auch dem Deutschen Künstlerbund und dem Reichsverband bildender Künstler Deutschlands an, dessen Sekretär er von 1932 bis zur Auflösung durch die Nationalsozialisten im November 1933 war. Er stand den Malern der Brücke nahe. 1923 eröffnete er mit Anton Kerschbaumer eine private Malschule, die er nach dessen Tod von 1931 bis 1933 mit Karl Schmidt-Rottluff leitete. Einer seiner Schüler war Tom Beyer.
Von 1924 bis 1930 verbrachte Bloch mit seiner Familie und seinen Schülern jeden Sommer mehrere Monate in Italien und malte am Ufer des Gardasees.
Als Sekretär des Reichsverbands bildender Künstler war Bloch 1933 für die Hängung der Bilder der Jahresausstellung des Verbands in Schloss Bellevue verantwortlich. Eine Gruppe von SA-Leuten unter Prinz August Wilhelm von Preußen besetzt e die Ausstellung und entfernte gewaltsam ihnen missliebige Bilder, darunter die Blochs. Bloch wurde aus der Reichskammer der Bildenden Künste ausgeschlossen und erhielt Mal-, Ausstellungs- und Unterrichtsverbot. Er wich nach Hinterpommern aus, wo er am Lebasee Landschaftsbilder malte.
Blochs letzte Berliner Adresse war die Nassauische Straße 64. 1934 floh er mit seiner Familie nach Dänemark. Dort kamen sie mit anderen Flüchtlingen, darunter Bertolt Brecht und Walter Benjamin, bei der dänischen Schriftstellerin Karin Michaëlis in Thurø unter. Bloch ging dann mit der Familie weiter nach England. Dort eröffnete er 1934 in London mit dem australischen Maler Roy de Maistre (1884–1968) die Kunstschule Contemporary School of Painting and Drawing, die bis zum Beginn des Zweiten Weltkriegs existierte und den Lebensunterhalt sicherte. Im Frühjahr 1939 hatte er in der Reid and Lefevre Gallery seine erste große Einzelausstellung. Nach Kriegsbeginn wurde Bloch als Enemy Alien sechs Monate im Lager Huyton, in Lancs und auf der Isle of Man interniert. Nach seiner Entlassung kehrt er 1941 nach London zurück. Dort arbeitete er freiwillig als Feuerwächter für die Home Guard und zeichnete und malte er die zerbombte Stadt, z. B. 1944 das Ölgemälde A London war day ending (64 × 76 cm).
Die Jahre nach dem Ende des Krieges waren Blochs produktivste und erfolgreichste Zeit. Er malte vor allem Landschaften und Stadtansichten. Dabei hielt er sich häufig in Wales auf, wo er in Ystradginlais bei seinem Freund, dem Maler Joseph Herman (1911–2000), einem polnischen Emigranten, wohnte. Er hatte Ausstellungen in renommierten britischen, US-amerikanischen und kanadischen Galerien. 1947 erhielt Bloch die britische Staatsbürgerschaft. 1948 besucht er die USA. Von 1949 bis zu seinem Ableben unterrichtete er an der Camberwell School of Art.
Bilder Blochs befinden sich in öffentlichen und privaten Sammlungen, u. a. in der Tate Gallery, im Victoria and Albert Museum, im Stadtmuseum Berlin und in der Berlinischen Galerie und sind im Kunsthandel präsent.

## Rezeption
„… großer deutscher Expressionist, dessen Œuvre sich durch eine kräftige, mitunter glühende Palette auszeichnet. Die im deutschen Auffassungs- und Malstil wurzelnde Komponente seines künstlerischen Schaffens gilt als durch den französischen Stil richtungsweisend beeinflusst.“
Elisabeth Kraus
Der Musiker David Eugene Edwards nennt die Bilder von Martin Bloch als große Inspirationsquelle.

## Weitere Ausstellungen

### Einzelausstellungen
- 1913 und 1919: Berlin, Galerie Paul Cassirer
- 1931: Berlin, Schloss Bellevue, Große Berliner Kunstausstellung
- 1939: London, The Lefevre Gallery
- 1949: London, Ben Ury Gallery (mit Joseph Herman)

#### Postum
- 1957/1958: Wanderausstellung des Arts Council of Great Britain
- 1958: Berlin, Galerie Gerd Rosen
- 1958: Frankfurt am Main, Frankfurter Kunstkabinett (mit Hanna Bekker vom Rath)
- 1958: Hofheim am Taunus, Galerie Commeter
- 1959: London, Kaplan-Galerie
- 1961: London, Leicester Galleries London
- 1974: London, Crane Kalman Gallery
- 1984: London, South London Art Gallery
- 2007: Norwich, Sainsbury Centre for Visual Arts, University of East Anglia

### Gruppenausstellungen
- 1943: Glasow, Jewish Institute (Jewish Art Exhibition)
- 1951: London, Arts Council of Great Britain (60 Paintings for 51).

#### Postum
- 1986: Berlin, Neue Gesellschaft für Bildende Kunst („Kunst im Exil“)
- 1986: London, Camden Arts Centre („Kunst im Exil in Großbritannien 1933–1945“)

## Galerie
Sortiert nach Entstehungsjahr

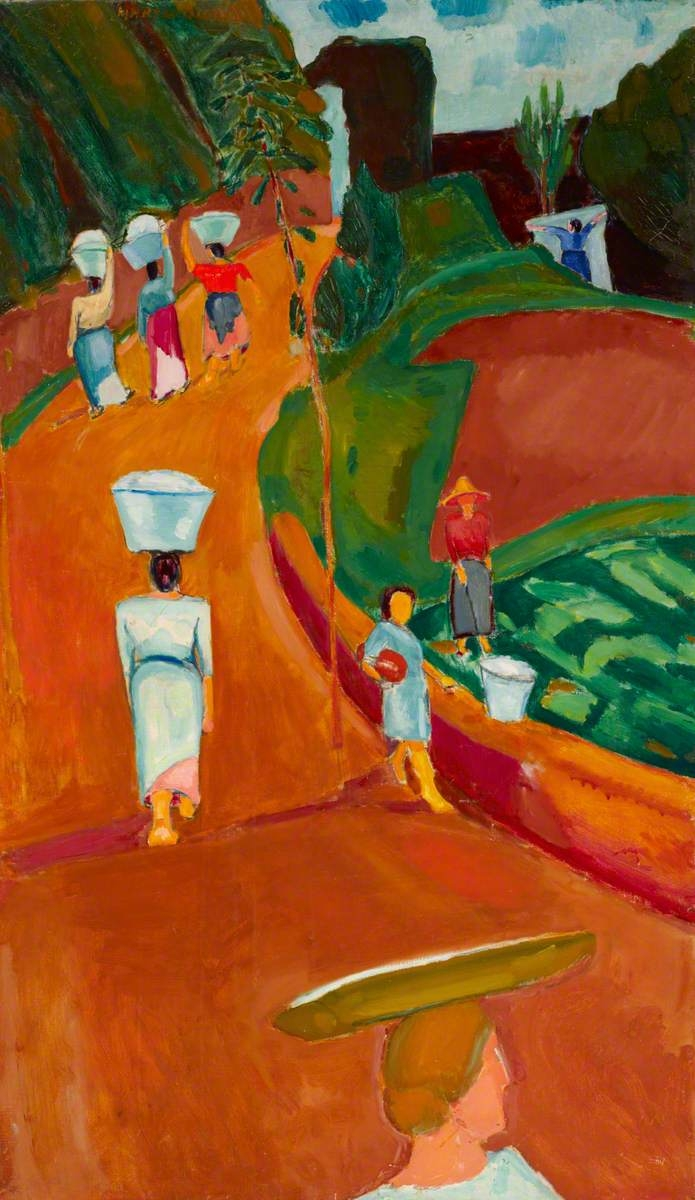
Baskische Waschfrauen, 1914
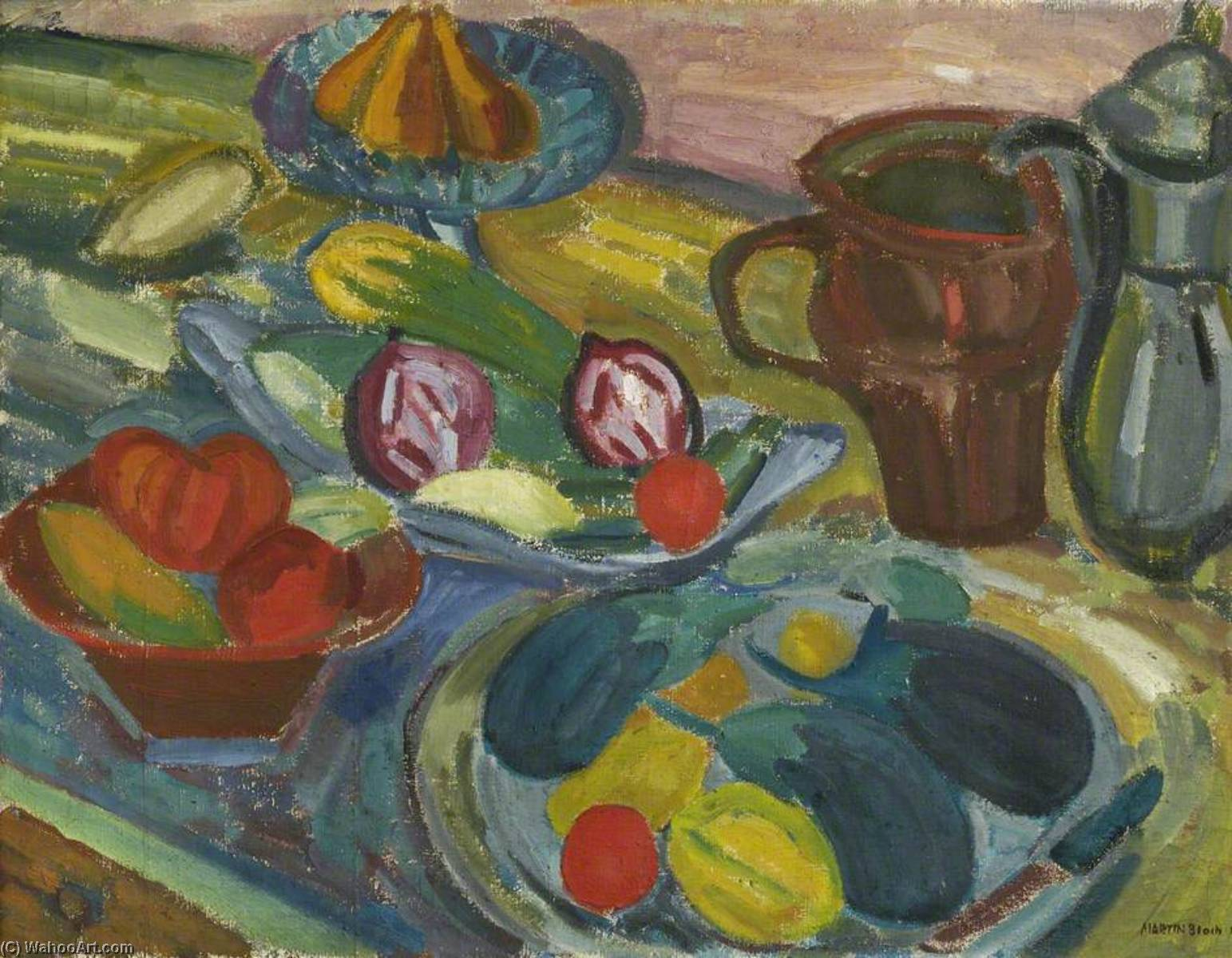
Still Life with Jugs and Aubergines, 1925
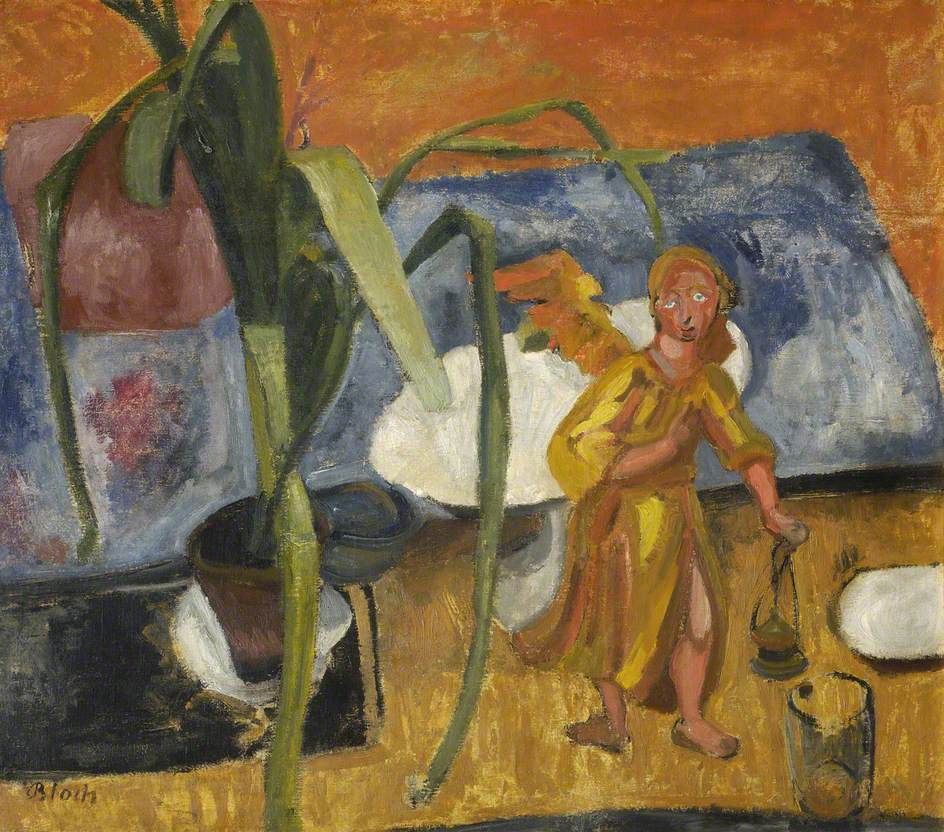
Barocker Engel vor rotem Hintergrund, 1927
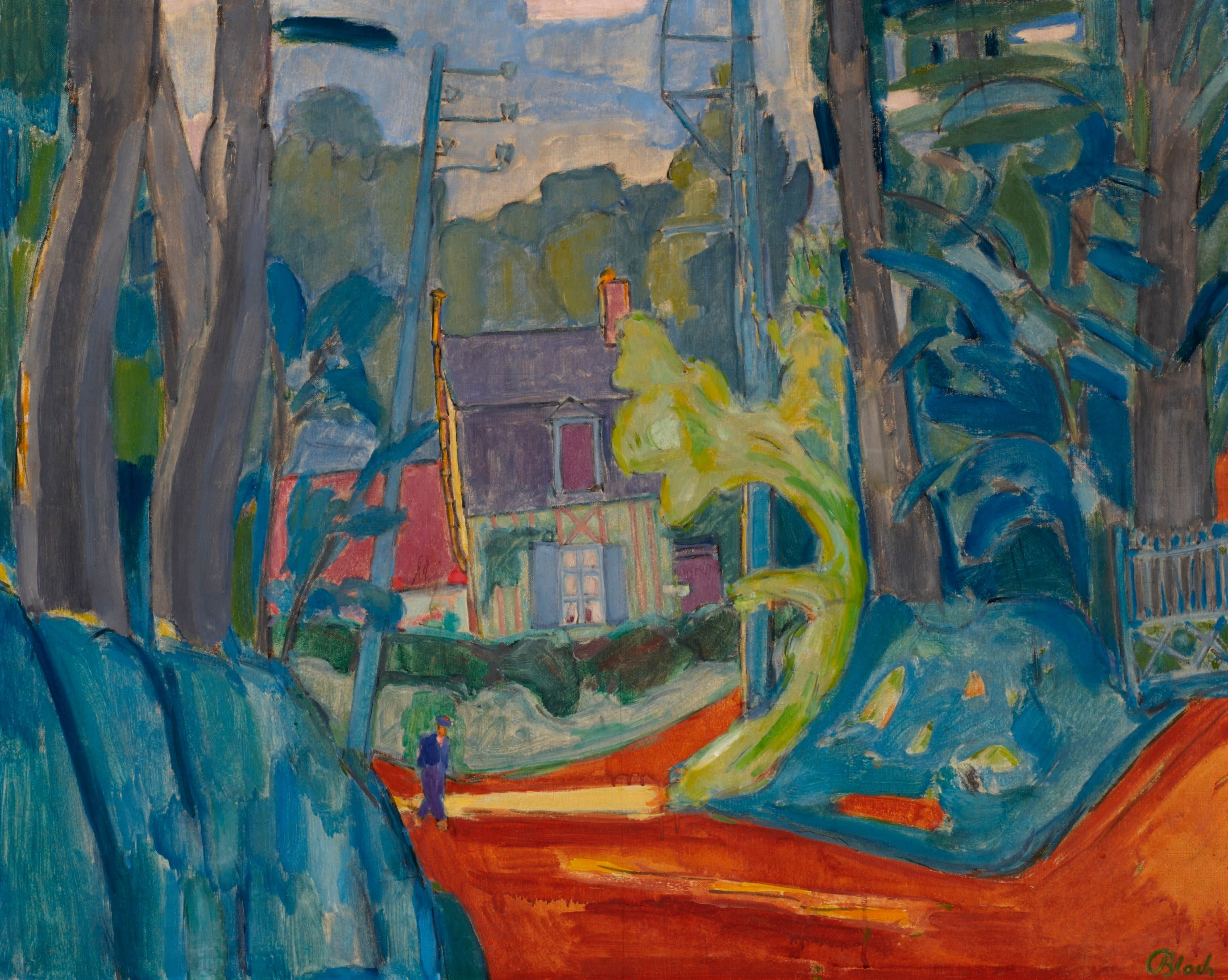
Haus in der Normandie, 1939
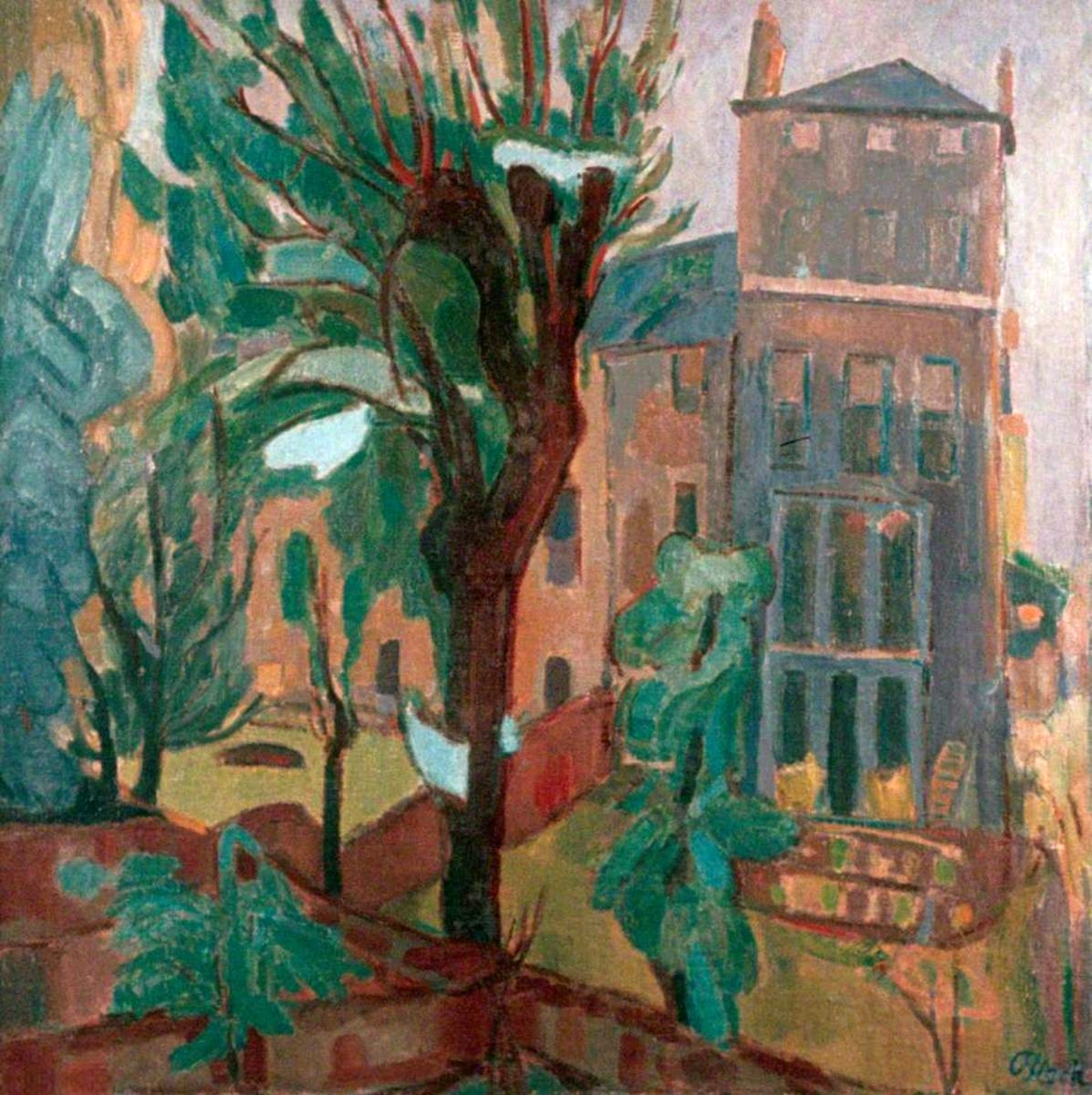
Hampstead Hill Gardens, 1943
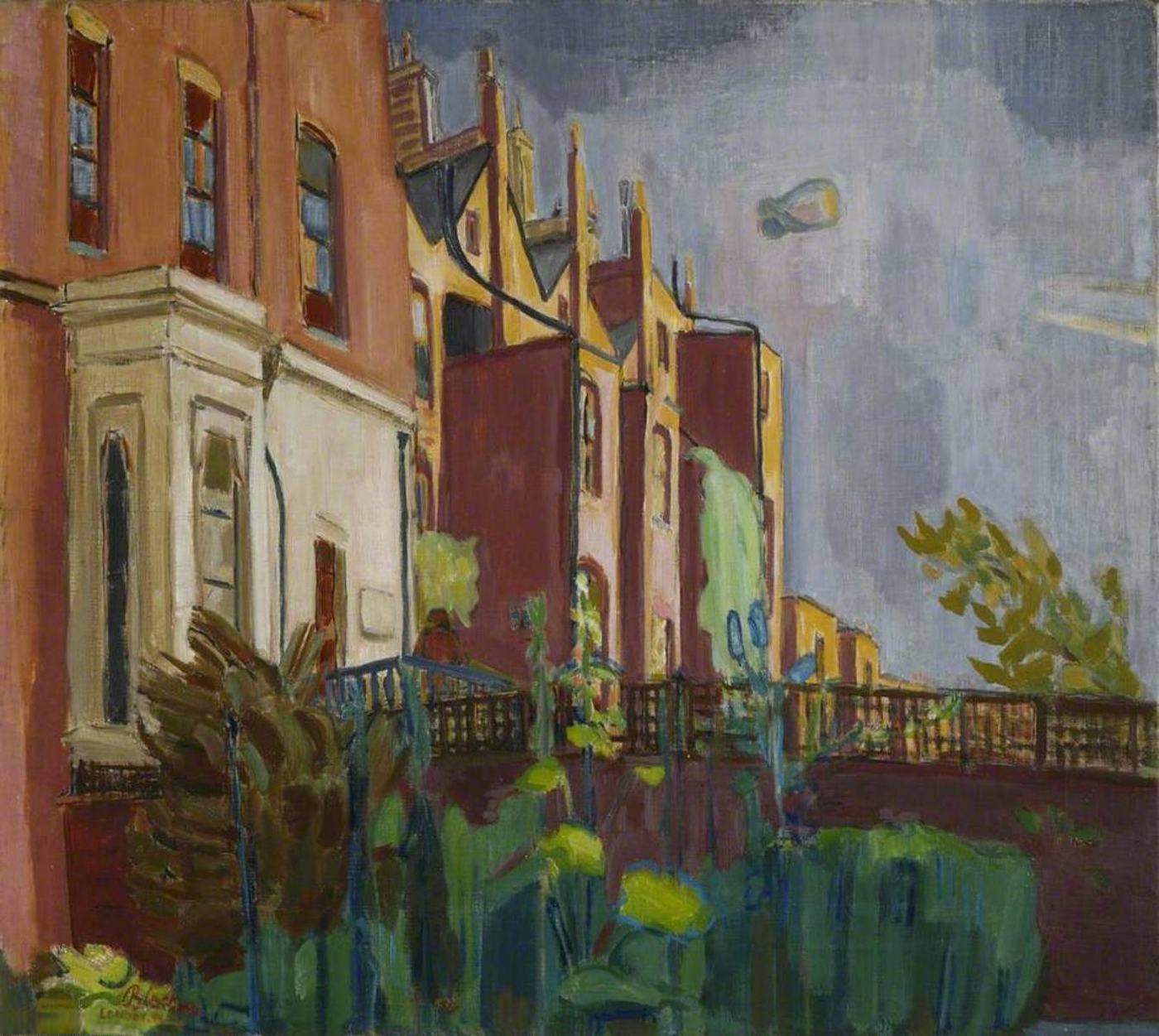
Backs of Houses, Campden Hill Road, 1944
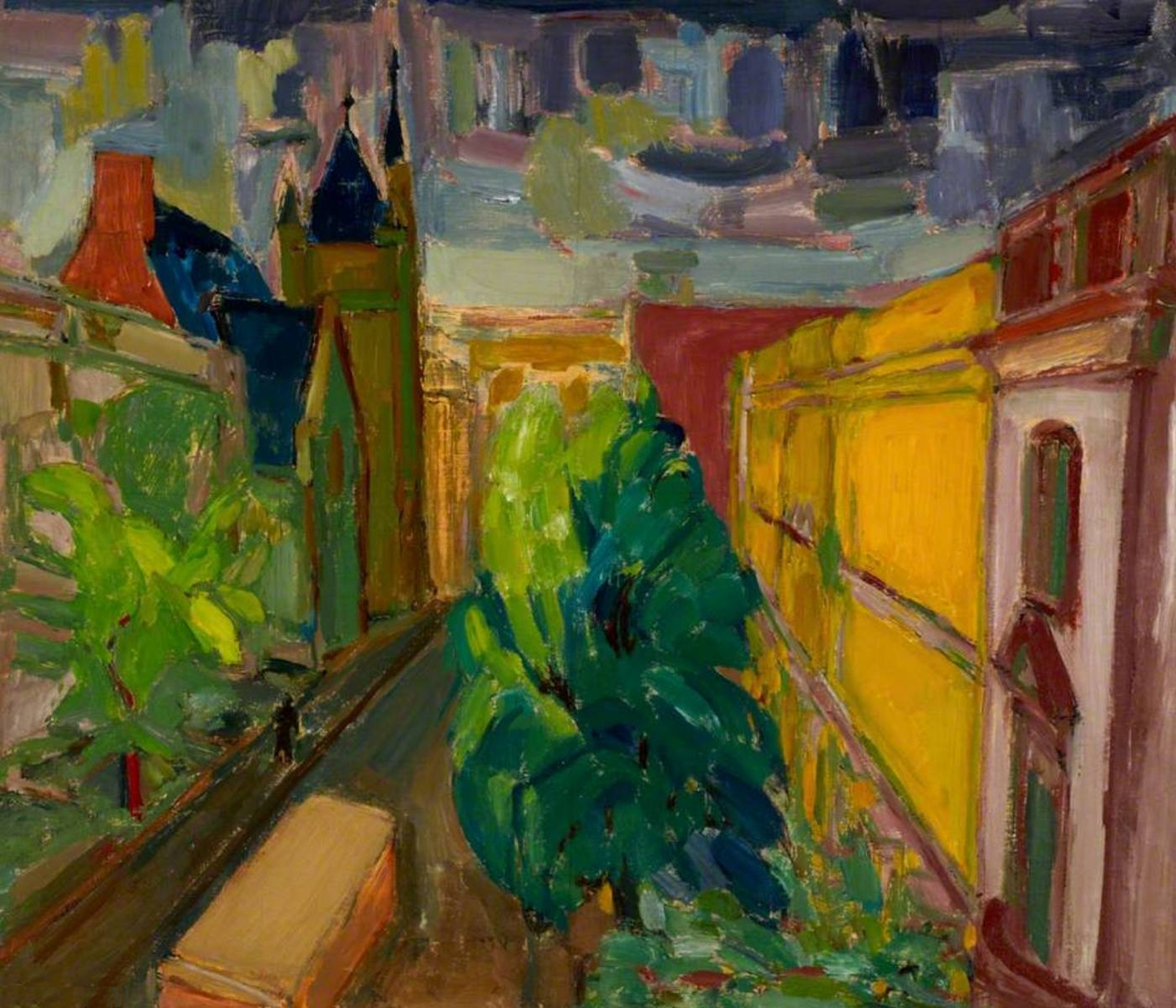
Allen Street, Kensington, 1944
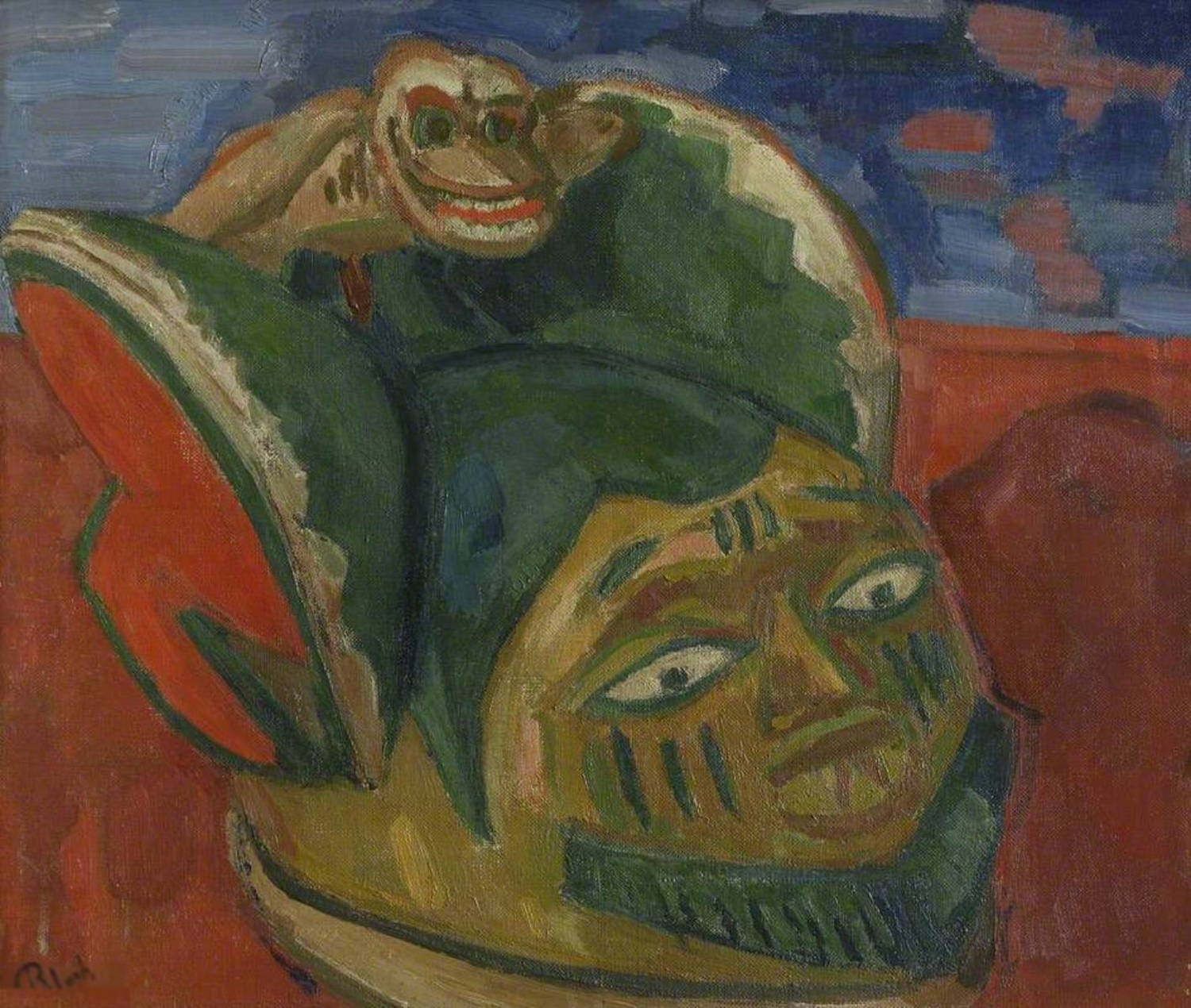
Afrikanische Maske, 1946
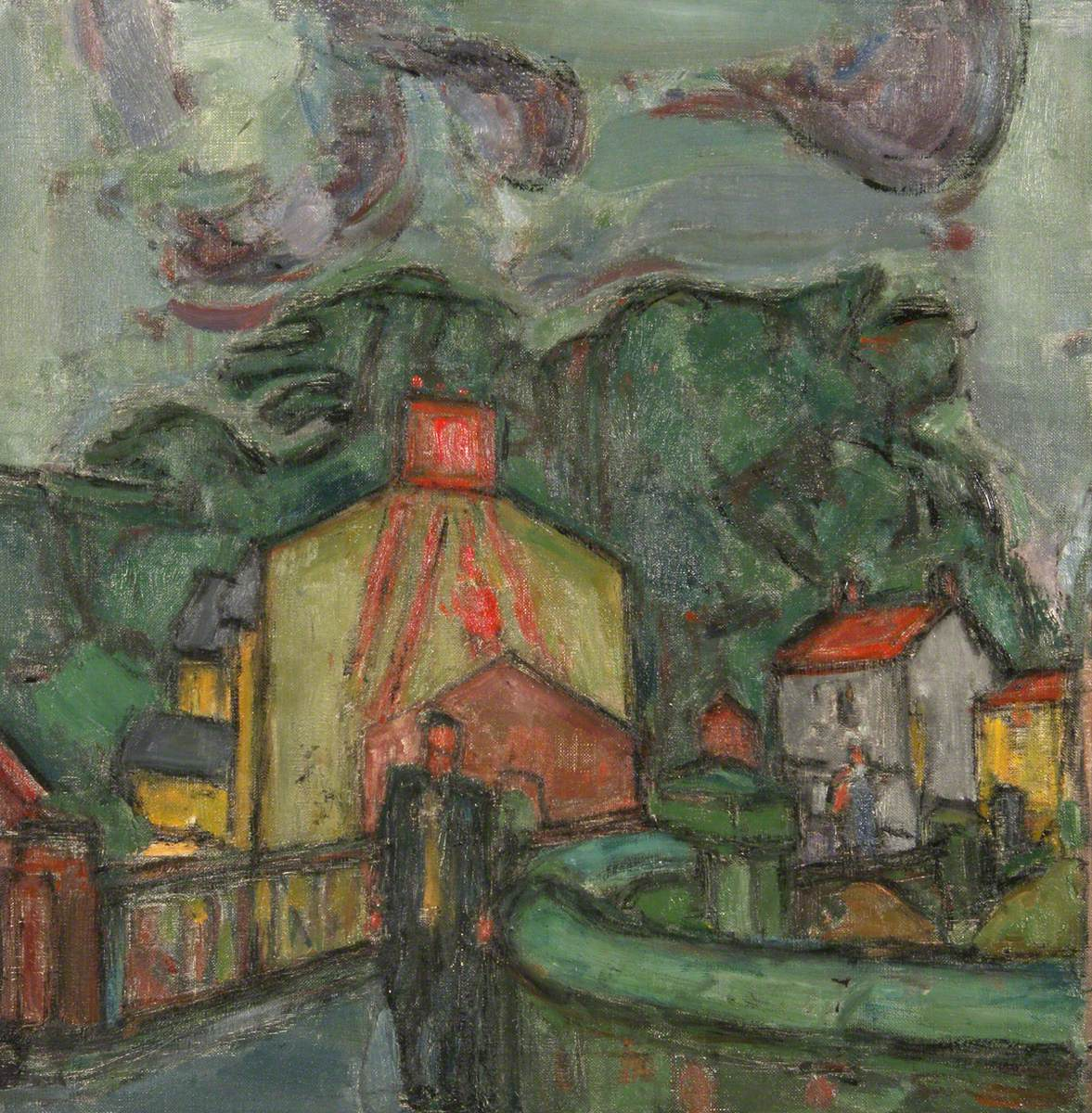
Wallisisches Dorf, 1953

## Belege
1. ↑  Erika von Hornstein: Adieu Potsdam. Kiepenheuer & Witsch, 1969.
2. ↑  Adressbuch 1933
3. ↑  Vergangene Auktion. Vergangene Auktion. Abgerufen am 18. Januar 2023.
4. ↑  Tate: Martin Bloch 1883–1954. Abgerufen am 18. Januar 2023 (britisches Englisch).
5. ↑  Victoria and Albert Museum: Search Results. V&A Explore the Collections, abgerufen am 18. Januar 2023 (englisch).
6. ↑  Sammlung Online. Abgerufen am 26. Februar 2023.
7. ↑  Elisabeth Kraus: Die Familien Mosse. C. H. Beck, München 1999, S. 552.
8. ↑  Interview 2004

| Personendaten    | Personendaten                                  |
| ---------------- | ---------------------------------------------- |
| NAME             | Bloch, Martin                                  |
| KURZBESCHREIBUNG | deutscher, dann britischer, Maler und Grafiker |
| GEBURTSDATUM     | 17. November 1883                              |
| GEBURTSORT       | Neiße / heute Nysa                             |
| STERBEDATUM      | 19. Juni 1954                                  |
| STERBEORT        | London                                         |